# Мазин, Игорь Ильич
Игорь Ильич Мазин (Igor Mazin) — российский и американский физик.

## Биография
Родился 27 мая 1955 в Москве.
Окончил физико-химический факультет Московского института стали и сплавов (1977).
С 1977 года в Физическом институте им. П. Н. Лебедева АН СССР: аспирант, младший научный сотрудник, старший научный сотрудник отдела теоретической физики.
В 1983 г. защитил кандидатскую диссертацию: Микроскопическое исследование электрон-фононного взаимодействия в переходных металлах и сплавах : диссертация … кандидата физико-математических наук : 01.04.02. — Москва, 1983. — 101 с. : ил.
В 1990—1994 работал в Институте Макса Планка в Штутгарте, с 1994 г. в Вашингтоне в Институте Карнеги, с 1996 — в Морской исследовательской лаборатории (Naval Research Lab), с 2019 — профессор университета им Джорджа Мейсона, Вирджиния
В 2004 г. был избран членом (fellow) Американского физического общества en:List of American Physical Society Fellows (1998–2010)#2004.
Область научных интересов — электронная теория металлов.
Автор статей с высоким индексом цитирования, индекс Хирша — 70 (Web of Science, 2021). Неоднократно входил в списки высокоцитируемых учёных, публикуемых организацией Web of Science

## Награды и звания
- Премия Ленинского комсомола (1988 год) — за работу «Количественная теория магнитных, электрических и оптических свойств переходных металлов, их сплавов и соединений».
- Премия Джона Бардина (2018 год) — за успешное применение первопринципных теоретических методов к многозонным сверхпроводникам, в частности, MgB2 и соединениям на основе железа.